# Carapa megistocarpa
Carapa megistocarpa (triviale naam: tangare) is een boom uit de familie Meliaceae (Mahoniefamilie). De boom is endemisch in Ecuador. Hij komt daar vooral voor in de provincies Carchi, Esmeraldas, Guayas, Manabí, El Oro, Pichincha en Los Ríos, op de westelijke hellingen van de Andes op een hoogte tot 700 meter.
Carapa megistocarpa verschilt van Carapa-soorten, waaronder de krappa (Carapa guianensis) en Carapa procera, doordat de bloemen rechtstreeks op de takken zitten (dus niet op bloemstengels) en doordat de vrucht groter en witachtiger is.